# Saiō
Saiō (jap. 斎王), također "Icuki no Miko"(いつきのみこ), bila je neudana rođakinja japanskog cara koju se slalo u Ise da bi služila u Velikom svetištu. To se činilo od 7.  do 14. stoljeća. Saiōino boravište zvalo se Saikū (斎宮). Nalazi se 10 km sjeverozapadno od svetišta. Ostatci Saikūa nalaze se u gradu Meiwi u prefekturi Mie u Japanu.

## Vanjske poveznice
- Povijesni muzej Saikūa (japanski)  Arhivirana inačica izvorne stranice od 6. siječnja 2006. (Wayback Machine)
- Dvorana povijesnog iskustva Icukinomija (japanski)  Arhivirana inačica izvorne stranice od 10. studenoga 2007. (Wayback Machine)
- Saio Matsuri (japanski)